# Knochenkult
Knochenkult (рус. Культ кости) — седьмой студийный альбом немецкой блэк-дэт-группы Eisregen.

## Список композиций
| №   | Название                                    | Длительность |
| --- | ------------------------------------------- | ------------ |
| 1.  | «Stahlschwarzschwanger»                     | 6:08         |
| 2.  | «Treibjagd»                                 | 5:03         |
| 3.  | «Erscheine!»                                | 6:08         |
| 4.  | «Das liebe Beil»                            | 5:28         |
| 5.  | «19 Nägel für Sophie»                       | 5:01         |
| 6.  | «Sei Fleisch und Fleisch sei tot»           | 2:46         |
| 7.  | «Schwarzer Gigolo»                          | 4:31         |
| 8.  | «Süßfleisches Nachtgebet»                   | 5:52         |
| 9.  | «Das letzte Haus am Ende der Einbahnstraße» | 3:10         |
| 10. | «Knochenkult»                               | 5:19         |
| 11. | «Blut ist Leben (Re-recorded) »             | 2:28         |

## Над альбомом работали

### Участники группы
- M. Roth — вокал, лирика
- Yantit — ударные
- Bursche Lenz — гитары, бас
- Franziska B. — клавишные

### Прочие
- Markus Stock — Recording, Mixing, Mastering
- Berg Morbach — Artwork